# Padalarang (plaats)
Padalarang is een bestuurslaag in het regentschap Bandung Barat van de provincie West-Java, Indonesië. Padalarang telt 29.360 inwoners (volkstelling 2010).